# Немања Тошић (фудбалер, 1986)
Немања Тошић (Београд, 1. априла 1986) бивши је српски фудбалер.

## Трофеји и награде
Јединство Путеви
- Зона Дрина : 2010/11.[9]
- Српска лига Запад : 2011/12.[10]